# Río Caroní (Trinidad y Tobago)
Río Caroní  (en inglés: Caroni River) es el río más grande del país caribeño de Trinidad y Tobago, recorre 40 kilómetros (25 millas) desde sus orígenes en la Cordillera Septentrional (Northern Range) de la isla de Trinidad, a través de las tierras bajas del norte de los llanos Caroni (Caroni Plains) y entra al Golfo de Paria en el Pantano de Caroni (Caroni Swamp).
El Caroní y sus tributarios drenan una de las partes más densamente pobladas de Trinidad, el "Corredor Este-Oeste", y también proporciona la mayor parte del agua potable a través de la presa de Caroni-Arena (Caroni-Arena Dam). La contaminación es puntual y difusa, es una preocupación importante, así como lo es la deforestación de su cuenca en la vertiente sur de la Cordillera Septentrional. Las orillas del río Caroní son uno de los dos sitios principales para las cremaciones de la población de origen hindú. No debe confundirse con el Río Caroní en la vecina Venezuela.